# Gazeta Średzka
Gazeta Średzka – tygodnik lokalny, ukazujący się od 1995 roku na terenie powiatu średzkiego (wcześniej rejonu średzkiego), obejmującego zasięgiem pięć gmin: Środa Wielkopolska, Dominowo, Krzykosy, Nowe Miasto nad Wartą i Zaniemyśl.
Objętość pisma wynosi 32–40 stron. Nakład ponad 3700 egzemplarzy.

## Historia
Tygodnik ukazuje się od 1995. Redaktorem naczelnym „Gazety Średzkiej” jest od początku jej założenia Zbigniew Król, a jego zastępcą – Jarosław Krzeminski. Od 1995 roku „Gazeta Średzka” tygodnik ukazuje się w każdy czwartek. Redakcja mieści w Środzie Wielkopolskiej. Wydawcą jest spółka Wydawnictwo „Gazeta Średzka” sp. z o.o. z siedzibą w Kórniku. Tematyka pisma obejmuje wydarzenia społeczne, polityczne, gospodarcze, naukowe, kulturalne oraz sportowe powiatu średzkiego.

## Sulisław
Od samego początku „Gazeta Średzka” corocznie przyznawała nagrody (do 2018 roku) – Sulisławy – dla Średzianina Roku i za Wydarzenie Roku. Nagroda nosi imię Sulisława na pamiątkę pierwszego historycznego burmistrza Środy.

## Dziennikarze „Gazety Średzkiej”
Zespół redakcyjny:
- Zbigniew Król
- Jarosław Krzeminski
- Agnieszka Piątek
- Andrzej Krzemiński
- Krzysztof Zalewski

Stali współpracownicy:
- Dawid Jakś
- Tomasz Jarecki
- Andrzej Kobierski
- Anna Komorowicz
- Rafał Małolepszy
- Hanna Sowa
- Zbigniew Staszak
- Maciej Zalesiński
- Marek Zaworski

Tymczasowi współpracownicy:
- Natalia Durkalec